# Fléac
Fléac – miejscowość i gmina we Francji, w regionie Nowa Akwitania, w departamencie Charente.
Według danych na rok 1990 gminę zamieszkiwały 2704 osoby, a gęstość zaludnienia wynosiła 215 osób/km² (wśród 1467 gmin regionu Poitou-Charentes Fléac plasuje się na 94. miejscu pod względem liczby ludności, natomiast pod względem powierzchni na miejscu 701.).